# Engelbert Dollfuß
Engelbert Dollfuß, spotykana także forma Dollfuss (ur. 4 października 1892 w Texingtal, zm. 25 lipca 1934 w Wiedniu) – austriacki polityk, jeden z przywódców Partii Chrześcijańsko-Społecznej; 1932–1934 kanclerz i minister spraw zagranicznych.

## Życiorys
Urodził się w gminie Texingtal. Studiował prawo w Wiedniu i ekonomię w Berlinie. W czasie I wojny światowej walczył na froncie alpejskim, gdzie w 1918 wzięto go do niewoli.
W nowo powstałym związku był m.in. ministrem ds. rolnictwa i lasów. 20 maja 1932 został kanclerzem, stając na czele prawicowej koalicji. Wprowadził rządy autorytarne, oparte na zasadach korporacjonizmu i solidaryzmu narodowego. Wyraźne były za jego rządów wpływy papieskich encyklik dotyczących chrześcijańskiej nauki społecznej oraz włoskiego faszyzmu. Był przeciwnikiem niemieckiego nazizmu. System panujący w Austrii w latach 1933–1938 często nazywa się austrofaszyzmem.
W marcu 1933 doprowadził do rozwiązania parlamentu austriackiego. Kanclerz Dollfuß nie dopuścił do ponownego zebrania się legislatywy i odtąd rządził za pomocą dekretów, mających umocowanie w aktach prawnych wydanych podczas I wojny światowej, dających uprawnienia ustawodawcze rządowi.
Kanclerz Dollfuß zdecydował o delegalizacji tak austriackiego odłamu partii nazistowskiej (w czerwcu 1933), jak i socjaldemokratycznej SDAPÖ (w lutym 1934). We wrześniu 1933 sformował wspierające reżim ugrupowanie Vaterländische Front (Front Ojczyźniany). Krwawo stłumił, wywołany przez komunistów, bunt robotniczy. Dollfuß, pragnąc ochronić niezależność swego kraju, stopniowo popadał w coraz większą zależność od Włoch Mussoliniego.
Pierwszy zamach na Dollfußa miał miejsce 3 października 1933 roku, gdy w kierunku opuszczającego gmach parlamentu kanclerza narodowy socjalista Rudolf Drtil oddał dwa niecelne strzały.
25 lipca 1934 naziści austriaccy dokonali nieudanej próby puczu i anschlussu. Wdarli się m.in. do siedziby rządu i śmiertelnie ranili kanclerza, który po pewnym czasie się wykrwawił. Urząd kanclerski Dollfußa przejął Anton Rintelen. Pucz został stłumiony, siedmiu nazistów, włącznie z zabójcą Dollfußa, esesmanem Ottonem Planettą, zostało skazanych na karę śmierci przez powieszenie. Nowym dyktatorem został bliski współpracownik zamordowanego, dr Kurt Schuschnigg.
Pochowany 28 lipca 1934 r. na cmentarzu w dzielnicy Hietzing w Wiedniu. 29 września 1934 r. jego sarkofag, podobnie jak sarkofag Ignaza Seipela, został przeniesiony i pochowany w krypcie kościoła Chrystusa Króla. W 1939 roku (po przejęciu władzy przez nazistów) szczątki Dollfußa wróciły na cmentarz Heitzing.
Z uwagi na niewysoki wzrost (155 cm) zdobył sobie żartobliwy przydomek Millimetternich (zbitka wyrazowa słów millimeter oraz Metternich).